# Bogusław Dobrzycki
Bogusław Dobrzycki herbu Leszczyc (ur. 23 listopada 1875 w Poznaniu, zm. 13 listopada 1948 tamże) – polski inżynier i menedżer kolejowy II RP.

## Życiorys
Absolwent Gimnazjum św. Marii Magdaleny w Poznaniu oraz Politechniki w Brunszwiku, gdzie uzyskał dyplom inżyniera budowy maszyn. Był właścicielem Fabryki i Składu Machin dla Rolnictwa, Lejarni Żelaza i Spiżu – M. Arnold, Ostrów (1910–1919). Podczas I wojny światowej był podporucznikiem obserwatorem lotnictwa pruskiego. Był naczelnikiem Urzędu Wodnego we Frankopolu nad Bugiem (1916). Budował Stację Lotniczą w Toruniu (1918). Członek komisji w niemiecko-rosyjskiej konferencji pokojowej w Brześciu nad Bugiem (1918).
W wyniku powstania wielkopolskiego został kierownikiem Wydziału Komunikacji Komisariatu Naczelnej Rady Ludowej w Poznaniu. Pełnił funkcję prezesa dyrekcji kolei – w Poznaniu (1920–1926), Katowicach (1926–1929), Gdańsku (1929–1933), następnie przeniesionej do Torunia (1933–1938). Jako delegat ówczesnego Ministerstwa Kolei Żelaznych, w czerwcu 1922, przekazał kierownictwo dyrekcji w ręce pierwszego prezesa polskiej Dyrekcji Kolei Państwowych w Katowicach dra Bolesława Sikorskiego. Twórca węzła kolejowo-portowego w Gdyni. Nadzorował uruchamianie magistrali węglowej polsko-francuskiej linii Herby Nowe-Gdynia (1935–1937). Po wojnie pracował w Banku Gospodarstwa Krajowego w Poznaniu.
Członek Wydziału Wykonawczego Pomorskiego Wojewódzkiego Komitetu Funduszu Obrony Narodowej w Toruniu w 1938 roku.
Powierzono mu też kierownictwo Gdańskiej Macierzy Szkolnej (1929–1933) i delegatury Ligi Popierania Turystyki w Toruniu.
Podporucznik rezerwy Korpusu Oficerów Aeronautyki.

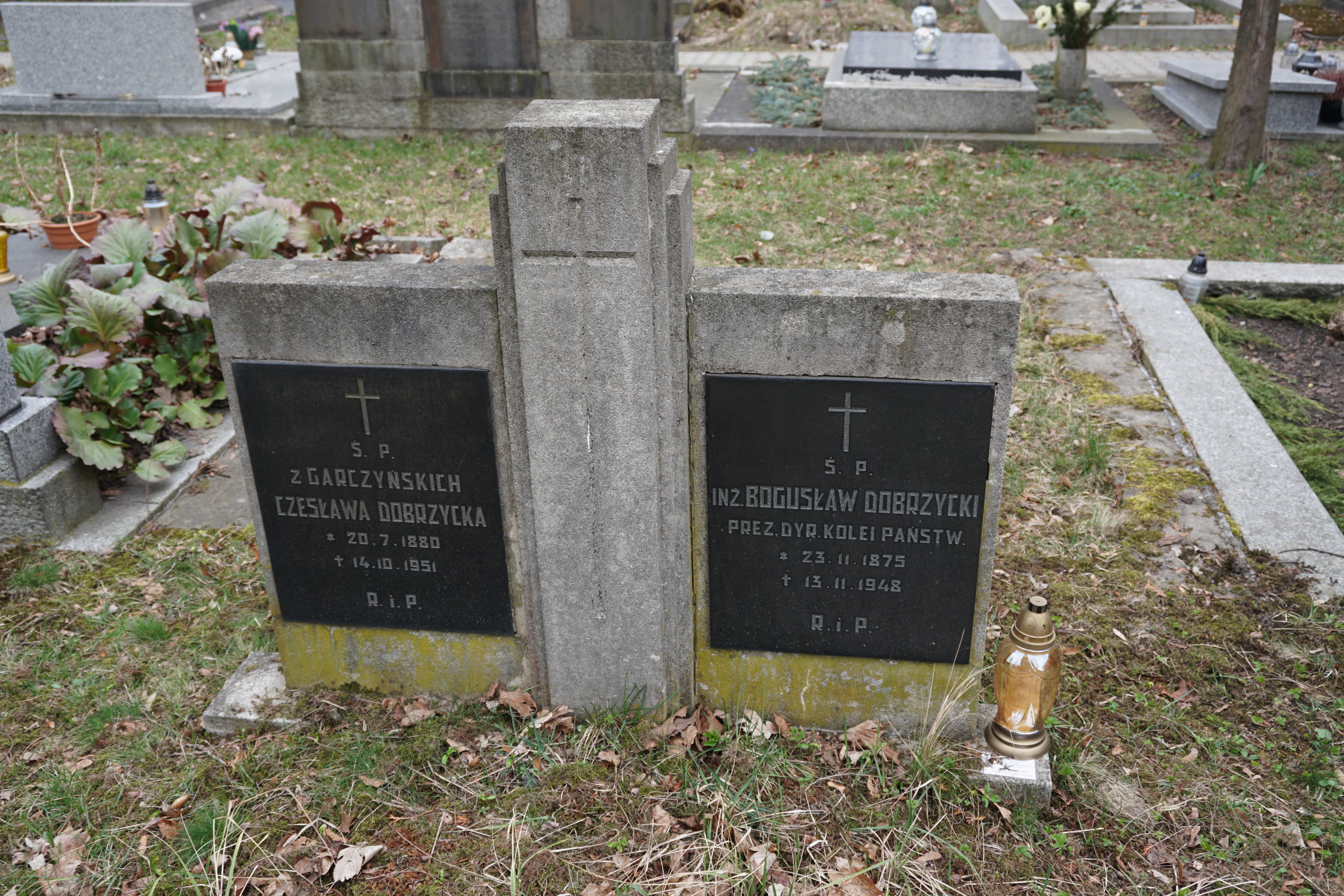
Grób Bogusława Dobrzyckiego na cmentarzu Jeżyckim w Poznaniu

Zmarł w Poznaniu. Pochowany na cmentarzu Jeżyckim (kwatera L-1-44).

## Ordery i odznaczenia
- Krzyż Komandorski Orderu Odrodzenia Polski (2 maja 1923)[9][10]
- Złoty Krzyż Zasługi (11 listopada 1936)[11]
- Medal Niepodległości (19 grudnia 1933)[12]
- Krzyż Komandorski Orderu Korony Rumunii[6]